# Patrick Tauziac
Patrick Tauziac (rođen 18. siječnja 1955.) je francuski umirovljeni reli-vozač. Tauziac je rođen u gradu Sajgonu, danas Ho Ši Min, u azijskoj državi Vijetnam. U dobi od 2 godine seli na Madagaskar, gdje je proveo čitavo djetinjstvo.
U dobi od 20 godina seli u Francusku gdje je proveo četiri godine prije nego što je preselio u Bjelokosnu Obalu. 
Na utrkama svjetskog prvenstva u reliju počeo je nastupati sezone 1984., na utrci Reli Obala Bjelokosti, gdje je završio šesti vozeći automobil Mitsubishi Colt. Nastupio je na 9 utrka svjetskog prvenstva u reliju, i to sve "domaćem" reliju. Najveći uspjesi su mu sezona 1988. kada je završio kao treći, sezona 1989. kada je završio kao drugi, dok je sezone 1990. pobijedio u automobilu Mitsubishi Galant VR-4. 